# Dreaming in Sequence
Dreaming In Sequence è il nono album in studio del gruppo musicale Chrome, pubblicato il 1986.

## Tracce
1. Everyone's The Same – 4:20
2. Seeing Everything (Emilia) – 4:00
3. Touching You – 6:40
4. Windows In The Wind – 6:00
5. The Venusien Dance – 4:17
6. White Magic – 0:25
7. Love To My Rock (Cause Of Me) – 5:04
8. She Is Here – 3:19

## Formazione
- Damon Edge - voce, sintetizzatore
- Remy Devilla - chitarra
- Bab - basso
- Alain Plumauzille - batteria